# Тожичка, Иржи
Иржи Тожичка (чеш. Jiří Tožička; 14 ноября 1901 — 15 мая 1981) — чехословацкий хоккеист и тренер. 2-кратный чемпион Европы. Член Зала славы чешского хоккея. Заслуженный мастер спорта Чехословакии.

## Биография
Иржи Тожичка родился 14 ноября 1901 года в Праге.
Свою хоккейную карьеру начал в 1920 году, в составе команды «Спарта» (Прага).
В 1927 году перешёл в команду ЛТЦ (Прага). За время выступлений за ЛТЦ 3 раза выигрывал чехословацкую лигу.
В 1929 году он впервые выступил за сборную Чехословакии на чемпионате Европы, завоевав золотую медаль. В составе чехословацкой сборной 2 раза участвовал в Олимпийских играх, выиграл бронзу чемпионата мира 1933 года, на европейских чемпионатах завоевал 6 медалей (2 золотые, 1 серебряную и 3 бронзовые). С 1928 по 1936 год сыграл за сборную 51 игру, забил 16 голов. В клубе и в сборной играл в одном звене с Йозефом Малечеком и Карелом Громадкой.
В 1936 году Иржи Тожичка перешёл в пражскую команду ЧЛТК, стал тренером. В 1941 году привёл ЧЛТК к чемпионскому титулу. После возвращения в ЛТЦ, дважды (в 1946 и 1947 годах) становился чемпионом Чехословакии. Был главным тренером сборной Чехословакии на Олимпийских играх 1952 года.
15 мая 1981 года умер в Праге в возрасте 79 лет.
4 ноября 2008 года был принят в Зал славы чешского хоккея.

## Достижения

### Игрок
Чемпион Чехословакии 1931, 1932, 1934
 Чемпион Европы 1929, 1933
 Серебряный призёр чемпионата Европы 1936
 Бронзовый призёр чемпионатов Европы 1931, 1934, 1935
 Бронзовый призёр чемпионата мира 1933

### Тренер
Чемпион Чехословакии 1941, 1946, 1947
 Серебряный призёр чемпионата Европы 1952